# Landkreis Miltenberg
Der Landkreis Miltenberg ist ein Landkreis im Westen des bayerischen Regierungsbezirks Unterfranken in der Region Bayerischer Untermain.

## Geographie

### Lage
Der Landkreis Miltenberg hat im Süden und Westen Anteil am Odenwald und im Nordosten am Spessart. Beide Mittelgebirgslandschaften bestimmen fast das komplette Kreisgebiet und werden durch das Maintal getrennt. Der Main erreicht östlich von Faulbach das Kreisgebiet, wo er bis Freudenberg bzw. Kirschfurt die Grenze zu Baden-Württemberg bildet. Westlich von Freudenberg fließt der Main direkt in das Kreisgebiet nach Westen, wendet sich bei Miltenberg nach Norden und verlässt den Landkreis nördlich von Niedernberg und Sulzbach in Richtung Aschaffenburg. Die Landschaft am Main bezeichnet man hier als Untermain-Ebene.
Die höchsten Erhebungen innerhalb des Kreisgebietes im Spessart sind im Altenbucher Forst der Querberg mit 567 Meter, der benachbarte Kropfschnabel mit 550 Meter und die Agneshöhe mit 513 Metern in der Gemarkung Eschau, nahe der Landkreisgrenze zu Aschaffenburg, unweit der Geishöhe. Der Pfaffenberg, 432 Meter, mit seiner Sendeanlage (Gemeinde Bessenbach), bildet die direkte Grenze zum Nachbarlandkreis Aschaffenburg. Als außermärkisches Gebiet besitzt die Stadt Aschaffenburg etwa 480 Hektar Wald mit dem bekannten Hohe-Wart-Haus.
Die höchste Erhebung im Kreisgebiet des Odenwaldes ist Der Kolli bei Kirchzell-Breitenbach, der mit 547 Metern die Grenze zum Bundesland Baden-Württemberg bildet. Etwa 500 Meter westlich kennzeichnet seit 1837 ein 1,3 Meter hoher Grenzstein das Dreiländereck, an dem die Grenzen von Baden, Bayern und Hessen zusammenstoßen. Gut 4 Kilometer nördlich liegt der Ort Breitenbuch, der das „Dach des Landkreises Miltenberg“ darstellt, denn er ist mit 512 Metern über dem Meeresspiegel der höchstgelegene Ort im Kreisgebiet.
Alle Städte des Kreises – außer Amorbach – liegen im Maintal, das sich seit Ende des 19. Jahrhunderts zur Industrie-, Verkehrs- und Handelsachse im heutigen Kreisgebiet entwickelt hat.

### Nachbarkreise
Der Landkreis grenzt im Uhrzeigersinn im Norden beginnend an den Landkreis Aschaffenburg, die kreisfreie Stadt Aschaffenburg und den Landkreis Main-Spessart (alle in Bayern), an den Main-Tauber- und den Neckar-Odenwald-Kreis (beide in Baden-Württemberg) sowie an den Odenwaldkreis und den Landkreis Darmstadt-Dieburg (beide in Hessen).

## Geschichte

### Landgerichte
Das Gebiet des heutigen Landkreises Miltenberg gehörte vor 1800 überwiegend zum Erzstift Mainz. 1803 kam der südliche Teil zum Fürstentum Leiningen, mit dem er 1806 in der Rheinbundakte dem Großherzogtum Baden zugeschlagen wurde. Mit dem Grenzvertrag zwischen Baden und Hessen 1810 kam dieses Gebiet zum Großherzogtum Hessen-Darmstadt und kam schließlich, nach dem Wiener Kongress, 1816 zum Königreich Bayern. Der nördliche Teil war ab 1803 Teil des Fürstentums Aschaffenburg bzw. ab 1810 des Großherzogtums Frankfurt und kam 1814 an Bayern. Der bayerische Staat errichtete dann die Landgerichte Obernburg und Klingenberg. Im Süden des heutigen Kreisgebiets gab es die sogenannten Herrschaftsgerichte Miltenberg, Kleinheubach und Amorbach. Alle Gerichte gehörten zum Untermainkreis, der ab 1838 in Unterfranken umbenannt wurde. 1848 wurde das Landgericht Miltenberg aus den bisherigen Herrschaftsgerichten Miltenberg und Kleinheubach sowie das Landgericht Amorbach aus dem gleichnamigen Herrschaftsgericht gebildet.

### Bezirksämter

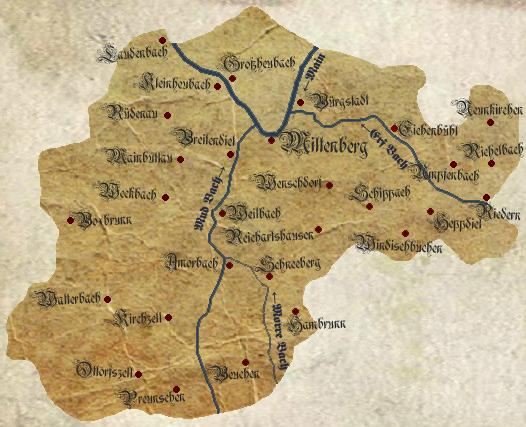
Verwaltungsgebiet des Bezirksamtes Miltenberg um 1880

Das Bezirksamt Miltenberg wurde im Jahr 1862 durch den Zusammenschluss der Landgerichte älterer Ordnung Amorbach und Miltenberg neu gebildet. Ebenso wurden die Landgerichte Klingenberg am Main und Obernburg am Main zum Bezirksamt Obernburg am Main zusammengefasst.
Anlässlich der Reform des Zuschnitts der bayerischen Bezirksämter erhielt das Bezirksamt Miltenberg am 1. Januar 1880 die Gemeinde Großheubach des Bezirksamtes Obernburg.
Am 1. April 1931 gab das Bezirksamt Marktheidenfeld die Gemeinden Fechenbach und Reistenhausen an das Bezirksamt Miltenberg ab.

### Landkreise
Am 1. Januar 1939 wurde im Deutschen Reich die Bezeichnung Landkreis eingeführt. So wurden aus den Bezirksämtern die Landkreise Miltenberg und Obernburg am Main.

### Landkreis Miltenberg
Im Rahmen der Gebietsreform in Bayern wurde der Landkreis Obernburg am Main am 1. Juli 1972 ohne die Orte Wenigumstadt und Pflaumheim, welche heute Ortsteile von Großostheim, Landkreis Aschaffenburg, sind, mit dem Landkreis Miltenberg und dem Raum Stadtprozelten des bisherigen Landkreises Marktheidenfeld zum neuen Landkreis Miltenberg vereinigt.

## Politik

### Kreistag
Der Kreistag besteht aus 60 Mitgliedern, die sich nach der Kreistagswahl am 15. März 2020 wie folgt auf die einzelnen Parteien und Wählergruppen verteilen:
| Kreistagswahl 2020Wahlbeteiligung: 61,8 % (+1,7 %) %403020100 33,418,616,311,59,25,33,91,8 CSUFWGrüneSPDNMeFDPÖDP/BLUgLinkeGewinne und Verlusteim Vergleich zu 2014 %p 8 6 4 2 0 −2 −4 −6−5,7+0,5+7,3−5,9+1,7+0,4−0,2+1,8CSUFWGrüneSPDNMFDPÖDP/BLULinkeAnmerkungen:e Neue Mitteg ÖDP/Bürgerliste Untermain | Sitzverteilung im Kreistag Miltenberg seit 2020Insgesamt 60 Sitze - Linke: 1 - SPD: 7 - Grüne: 10 - ÖDP/BLU: 2 - NM: 6 - FDP: 3 - FW: 11 - CSU: 20 |

| Parteien und Wählergemeinschaften | Parteien und Wählergemeinschaften                     | 2020   | 2020   | 2014   | 2014   | 2008   | 2008   | 2002   | 2002   | 1996   | 1996   |
| Parteien und Wählergemeinschaften | Parteien und Wählergemeinschaften                     | %      | Sitze  | %      | Sitze  | %      | Sitze  | %      | Sitze  | %      | Sitze  |
| --------------------------------- | ----------------------------------------------------- | ------ | ------ | ------ | ------ | ------ | ------ | ------ | ------ | ------ | ------ |
| CSU                               | Christlich-Soziale Union in Bayern                    | 33,4   | 20     | 39,1   | 23     | 43,1   | 27     | 47,0   | 29     | 48,3   | 29     |
| FW                                | Freie Wähler Bayern                                   | 18,6   | 11     | 18,1   | 11     | 15,1   | 09     | 12,7   | 07     | 0–     | 0–     |
| Grüne                             | Grüne Bayern                                          | 16,3   | 10     | 9,0    | 05     | 7,4    | 04     | 5,1    | 03     | 7,0    | 04     |
| SPD                               | SPD Bayern                                            | 11,5   | 07     | 17,4   | 10     | 18,9   | 12     | 23,1   | 14     | 24,8   | 15     |
| NM                                | Neue Mitte                                            | 9,2    | 06     | 7,5    | 05     | 6,0    | 03     | 6,4    | 04     | 0–     | 0–     |
| FDP                               | FDP Bayern                                            | 5,3    | 03     | 4,9    | 03     | 5,2    | 03     | 0–     | 0–     | 0–     | 0–     |
| ÖDP/BLU                           | Ökologisch–Demokratische Partei/Bürgerliste Untermain | 3,9    | 02     | 4,1    | 03     | 4,2    | 02     | 0–     | 0–     | 0–     | 0–     |
| Linke                             | Die Linke Bayern                                      | 1,8    | 01     | 0–     | 0–     | 0–     | 0–     | 0–     | 0–     | 0–     | 0–     |
| FDP/UWG                           | FDP Bayern/Unabhängige Wählergemeinschaft             | 0–     | 0–     | 0–     | 0–     | 0–     | 0–     | 4,0    | 02     | 4,1    | 03     |
| ÖDP                               | Ökologisch-Demokratische Partei                       | 0–     | 0–     | 0–     | 0–     | 0–     | 0–     | 1,9    | 01     | 2,7    | 01     |
| FWG                               | Freie Wählergemeinschaft                              | 0–     | 0–     | 0–     | 0–     | 0–     | 0–     | 0–     | 0–     | 13,1   | 08     |
| gesamt                            | gesamt                                                | 100,0  | 60     | 100,1  | 60     | 99,9   | 60     | 100,2  | 60     | 100,0  | 60     |
| Wahlbeteiligung                   | Wahlbeteiligung                                       | 61,8 % | 61,8 % | 60,1 % | 60,1 % | 65,1 % | 65,1 % | 68,9 % | 68,9 % | 76,8 % | 76,8 % |

### Bezirksamtmänner/-oberamtmänner (bis 1938), Landräte (ab 1939)
- Jakob Heintz (1913–1931)
- Karl Alfred Kihn (1931–1938)
- Alfred Rüttiger (1939–1942)

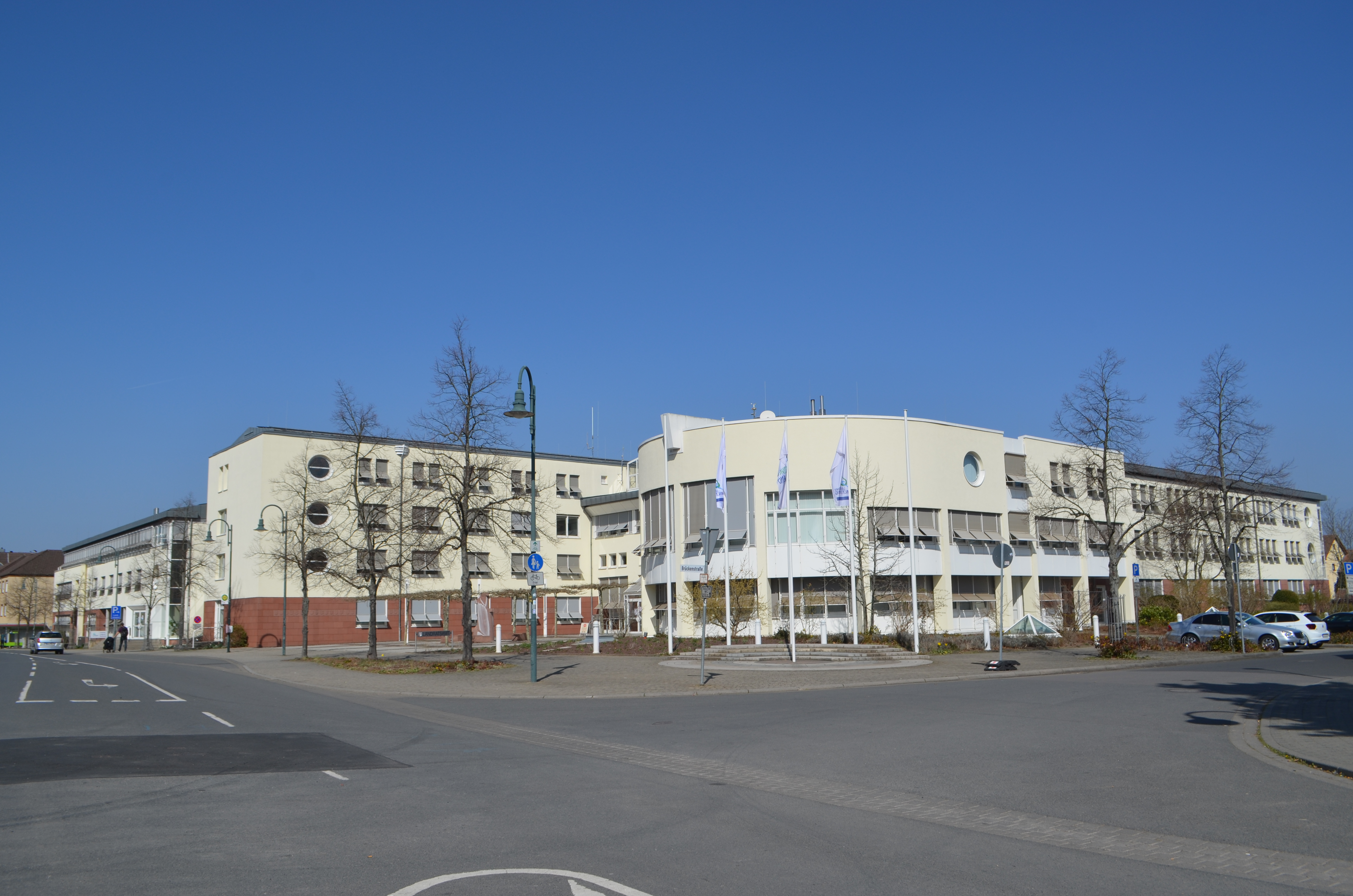
Landratsamt

- Franz Richter (1942–1945 beauftragt)
- Wilhelm Hattemer, CSU (1952–1953)[7]
- Anton Posset, CSU (1953–1955)[7]
- Emil Beck, CSU (1955–1967)[7]
- Richard Galmbacher (1967–1972)
- Karl Oberle, CSU (1972–1986)
- Roland Schwing, CSU (1986–2014)
- Jens Marco Scherf, Bündnis 90/Die Grünen (seit 2014)

Der amtierende Landrat wurde 2014 in einer Stichwahl mit 50,05 % der Stimmen gewählt und ist einer der ersten grünen Landräte Deutschlands, zusammen mit Wolfgang Rzehak im Landkreis Miesbach und Anna Kebschull im Landkreis Osnabrück.

### Wappen
| | Blasonierung: „Unter dem Schildhaupt mit den bayerischen Rauten in Rot ein silberner Wellenpfahl; davor ein sechsspeichiges silbernes Rad; dahinter drei silberne Spitzen.“ |
| Wappenbegründung: Durch die Zusammenlegung der Landkreise Miltenberg und Obernburg am Main entstand der heutige Landkreis Miltenberg. Das Kreisgebiet gehörte bis zur Säkularisation zum größten Teil zum Kurfürstentum Mainz, worauf das „Mainzer Rad“ im Wappen hinweist. Es war auch Bestandteil der Wappen der alten Landkreise Miltenberg (siehe oben) und Obernburg. Der senkrechte Wellenpfahl steht für die geografische Lage des Landkreises am Main. Der Fluss verläuft im Landkreis von Ost nach Nord. Die Silbernen Spitzen in Rot (der „fränkische Rechen“) weisen auf die Zugehörigkeit zu Franken hin. Die Rauten stehen für Bayern. Das Wappen wurde am 25. Mai 1977 verliehen. | |

#### Altes Landkreiswappen
| | Blasonierung: „Geteilt durch einen waagerechten silbernen Wellenbalken, oben in Rot ein silbernes sechsspeichiges Rad, unten in grün symbolisierte Werkzeuge in Silber.“ |
| Wappenbegründung: Das alte Wappen besteht aus einer Kombination des Flusses Main (der silberne Wellenbalken), dem Rad aus dem Wappen des Kurfürstentums Mainz und einigen Handwerkzeugen aus dem Steinmetzberuf. Der Kreis erstreckt sich entlang des Verlaufs des Mains und die Hauptindustrien waren zur Zeit der Gültigkeit des Wappens die Sandsteinverarbeitung, die Landwirtschaft und die Forstwirtschaft und Forstnutzung. Land- und Forstwirtschaft sind durch die Farbe Grün im unteren Teil des Wappens dargestellt. Ein großer Teil des Landkreises gehörte früher zum Kurstaat Mainz, so die Ämter Miltenberg, Amorbach, Klingenberg und Großheubach. Das Wappen wurde am 2. Oktober 1963 verliehen. | |

## Wirtschaft und Infrastruktur
Mehrere renommierte Unternehmen haben ihren Hauptsitz im Landkreis Miltenberg, unter ihnen WIKA, Gries Deco Holding, Reis Robotics, Cordenka, Daniel Hechter Paris.
Im Jahr 2017 erhielt die Firma Oswald Elektromotoren in Miltenberg den Deutschen Umweltpreis.
Dank des ICO bei Erlenbach, Alcon in Großwallstadt und Mikrotechnik in Bürgstadt ist der Landkreis Miltenberg einer der wichtigsten Chemiestandorte Bayerns.
Aufgrund der geschichtlichen und wirtschaftlichen Verflechtungen ist der Landkreis Miltenberg gemeinsam mit Stadt und Landkreis Aschaffenburg der Bayerische Teil der Metropolregion Frankfurt-Rhein-Main.
Die am Main liegenden Ortschaften (zuzüglich Großostheim im Landkreis Aschaffenburg) haben sich zum Zweck einer gemeinsamen Wirtschafts- und Tourismusförderung unter dem Oberbegriff „Churfranken“ als Verein zusammengeschlossen. Unter dem nicht historischen Kunstbegriff Churfranken werden diese Orte und viele ihrer Wirtschaftsbetriebe gemeinsam vermarktet. Für das Destinationsmarketing zuständig sind die Dachmarken Spessart-Mainland und Odenwald.

### Verkehr
Die Bayerischen Staatseisenbahnen erbauten 1876 zuerst von Aschaffenburg her eine Strecke mainaufwärts über Obernburg – Klingenberg bis Miltenberg. Diese wurde 1880 in den Odenwald hinein bis Amorbach verlängert und 1899 weiter geführt zu dem badischen Wallfahrtsort Walldürn. Auf dem weiteren Abschnitt im Maintal erreichte der Eisenbahnbau 1906 Stadtprozelten und 1912 die badische Stadt Wertheim. Der Schienenverkehr wird seit 2005 von der DB-Tochter Westfrankenbahn betrieben.
Als Antwort auf ein Positionspapier des Kreistags Miltenberg von Juli 2017 teilte die Bayerische Eisenbahngesellschaft Anfang September 2017 dem Landrat Scherf mit, dass eine Elektrifizierung von Miltenberg nach Aschaffenburg angestrebt werde.
Eine Zweigbahn führte über 16,8 Kilometer, seit Januar 1910, vom Bahnhof Obernburg-Elsenfeld durch das Elsavatal in den Spessart hinein bis Heimbuchenthal. Der Personenverkehr auf der Bahnstrecke Obernburg-Elsenfeld–Heimbuchenthal wurde im Mai 1968 eingestellt.
Ab 1911/12 führte die Strecke Aschaffenburg–Höchst durch Mömlingen (Landkreis Obernburg), das an dieser Bahnverbindung einen Bahnhof hatte. 1974 wurde der Personenverkehr aufgegeben. Ihr Rückbau erfolgte bis 1999.
Hauptstraßenverkehrsader ist die B 469, welche als Zubringerstraße zur A 3 den Kreis an das Rhein-Main-Gebiet anbindet. Weitere Bundesstraßen im Kreisgebiet sind die B 47 und die B 426.
Der Main ist als Verbindungsglied der Flüsse Rhein und Donau bedeutend für die europäische Binnenschifffahrt.
Der Main ist hier eine wichtige Verkehrsader, trennt jedoch auch die Gemeinden. Im Kreisgebiet gibt es daher zahlreiche Main-Querungen (sofern nicht anders vermerkt handelt es sich um Straßenbrücken).
Main-Querungen zum benachbarten Main-Tauber-Kreis: Faulbach – Mondfeld (Schleusensteg), Stadtprozelten – Mondfeld (Fähre), Kirschfurt – Freudenberg (Baden) (Schleusensteg), Kirschfurt – Freudenberg.
Weitere Mainbrücken innerhalb des Landkreises: Großheubach/Miltenberg Nord – Miltenberg/Bürgstadt, Miltenberg Nord – Miltenberg, Miltenberg Nord – Miltenberg (Eisenbahn), Großheubach – Kleinheubach, Klingenberg – Klingenberg/Trennfurt, Erlenbach am Main – Wörth am Main (Eisenbahn/Fahrrad/Fußgänger), Elsenfeld – Obernburg, Elsenfeld – Obernburg (Fahrrad/Fußgänger), Kleinwallstadt – Großwallstadt (Schleusensteg) Kleinwallstadt/Sulzbach – Großwallstadt/Niedernberg.
Zur benachbarten kreisfreien Stadt Aschaffenburg: Aschaffenburg-Obernau – Niedernberg (Schleusensteg).
Im Miltenberger Stadtteil Mainbullau liegt ein Flugplatz für Sport- und Segelflugzeuge.

### Erneuerbare Energien
2013 wurde in der Landkreisgemeinde Eichenbühl ein Windpark mit insgesamt fünf Windkraftanlagen des Typs Nordex N117/2400 errichtet. Jede der Anlagen hat eine Nennleistung von 2,4 MW, eine Nabenhöhe von 141 Metern und einen Rotordurchmesser von 117 Metern. Damit sind sie als sog. Schwachwindanlagen speziell für Binnenstandorte ausgelegt. Der Windpark wurde teilweise über einen besonderen Bürgerbeteiligungsfonds finanziert. Dieser soll durch finanzielle Beteiligung der Bürger vor Ort die Wertschöpfung der Anlagen in der Region halten und so die Wirtschaft vor Ort stärken. Pro Jahr wird mit einem Regelarbeitsvermögen von rund 30 Mio. Kilowattstunden kalkuliert.

## Einwohnerentwicklung

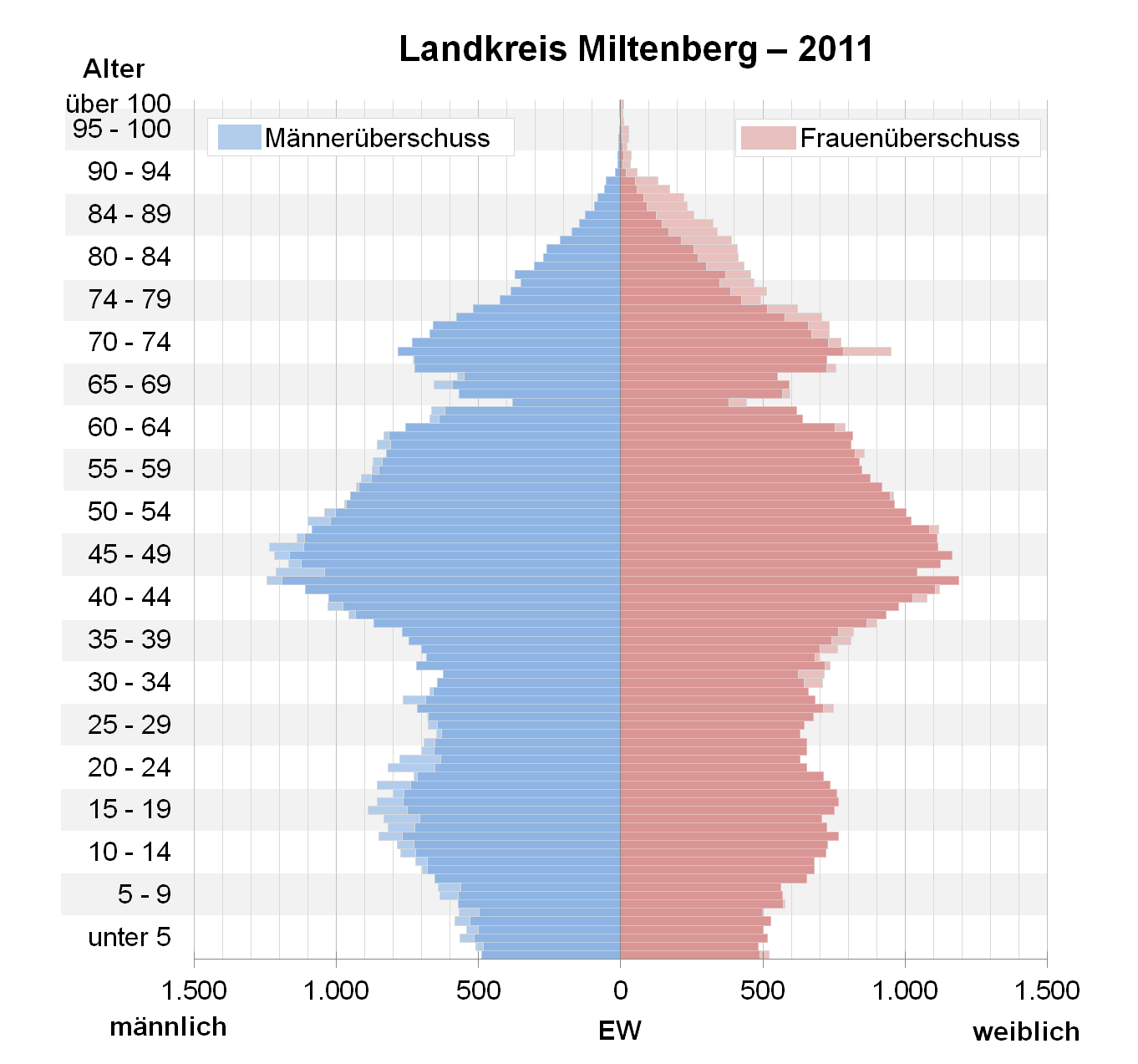
Bevölkerungspyramide für den Kreis Miltenberg (Datenquelle: Zensus 2011.)

Während der nördliche Teil (der ehemalige Landkreis Obernburg) noch relativ städtisch strukturiert ist (270 Einwohner pro km²), sind die südlichen und östlichen Gebiete des Landkreises (ehemaliger Landkreis Miltenberg und ehemalige Gebiete des Landkreises Marktheidenfeld) wie die übrige Umgebung, Main-Tauber-Kreis und Main-Spessart-Kreis recht dünn mit ca. nur 115 Einwohner pro km² besiedelt. Diese Lage wird sich noch weiter zuspitzen, da z. B. für Kirchzell mit einem Rückgang der Einwohner bis 2040 von 2200 auf 1400 bis 1500 Einwohner gerechnet wird, während im Norden um Niedernberg / Großwallstadt / Mömlingen die Verluste von Leidersbach / Eschau / Mönchberg wohl aufgefangen werden können.
Von 1988 bis 2008 wuchs der Landkreis Miltenberg um über 14.000 Einwohner bzw. um rund 12 Prozent. Seit 2003 ist die Tendenz nach einem Höchststand von ca. 131.500 Einwohnern rückläufig. Im Zeitraum 1988 bis 2018 stieg die Einwohnerzahl des Landkreises von 115.526 auf 128.756 um 13.230 Einwohner bzw. um 11,5 %.
Die höchsten Zuwächse verzeichnen im letztgenannten Zeitraum i. d. R. die Gemeinden südlich von Aschaffenburg mit bis zu 39 % (Niedernberg), während Eichenbühl und Rüdenau im Süden des Landkreises je ca. 8 % ihrer Einwohner verloren haben.
Die nachfolgenden Zahlen beziehen sich auf den Gebietsstand vom 25. Mai 1987:
| Bevölkerungsentwicklung | Bevölkerungsentwicklung | Bevölkerungsentwicklung | Bevölkerungsentwicklung | Bevölkerungsentwicklung | Bevölkerungsentwicklung | Bevölkerungsentwicklung | Bevölkerungsentwicklung | Bevölkerungsentwicklung | Bevölkerungsentwicklung | Bevölkerungsentwicklung | Bevölkerungsentwicklung | Bevölkerungsentwicklung | Bevölkerungsentwicklung | Bevölkerungsentwicklung |
| ----------------------- | ----------------------- | ----------------------- | ----------------------- | ----------------------- | ----------------------- | ----------------------- | ----------------------- | ----------------------- | ----------------------- | ----------------------- | ----------------------- | ----------------------- | ----------------------- | ----------------------- |
| Jahr                    | 1840                    | 1900                    | 1939                    | 1950                    | 1961                    | 1970                    | 1987                    | 1991                    | 1995                    | 2000                    | 2005                    | 2010                    | 2015                    | 2020                    |
| Einwohner               | 50.703                  | 51.643                  | 63.074                  | 88.818                  | 94.255                  | 107.978                 | 114.255                 | 122.255                 | 128.261                 | 131.261                 | 131.376                 | 128.341                 | 128.446                 | 128.743                 |

### Konfessionsstatistik
Gemäß dem Zensus 2022 waren 53,2 % (67.293) der Einwohner katholisch, 10,6 % evangelisch, und 36,2 % waren konfessionslos, gehörten einer anderen Glaubensgemeinschaft an oder machten keine Angabe.
Laut Angaben des Bistum Würzburg waren im Jahr 2024 49,8 % der Einwohner katholische Kirchenmitglieder (mit 63.738 also zirka 3500 katholische Kirchenmitglieder weniger im Kreis wie im Jahr 2022).

## Gemeinden
(Einwohner am 31. Dezember 2024)
| Städte 1. Amorbach (3907) 2. Erlenbach am Main (9717) 3. Klingenberg am Main (6112) 4. Miltenberg (9351) 5. Obernburg am Main (8575) 6. Stadtprozelten (1597) 7. Wörth am Main (4769) Märkte 1. Bürgstadt (4193) 2. Elsenfeld (9225) 3. Eschau (3915) 4. Großheubach (5013) 5. Kirchzell (2218) 6. Kleinheubach (3607) 7. Kleinwallstadt (5632) 8. Mönchberg (2500) 9. Schneeberg (1762) 10. Sulzbach a.Main (7423) 11. Weilbach (2054) Weitere Gemeinden 1. Altenbuch (1223) 2. Collenberg (2472) 3. Dorfprozelten (1710) 4. Eichenbühl (2481) 5. Faulbach (2548) 6. Großwallstadt (4198) 7. Hausen (1835) 8. Laudenbach (1471) 9. Leidersbach (4642) 10. Mömlingen (4774) 11. Neunkirchen (1428) 12. Niedernberg (4720) 13. Röllbach (1751) 14. Rüdenau (724) | Verwaltungsgemeinschaften 1. Erftal mit Sitz in Bürgstadt (Markt Bürgstadt und Gemeinde Neunkirchen) 2. Kleinheubach (Markt Kleinheubach, Gemeinden Laudenbach und Rüdenau) 3. Kleinwallstadt (Markt Kleinwallstadt und Gemeinde Hausen) 4. Mönchberg (Markt Mönchberg und Gemeinde Röllbach) 5. Stadtprozelten (Stadt Stadtprozelten und Gemeinde Altenbuch) Gemeindefreie Gebiete (8,8 km²) 1. Forstwald (4,11 km²) 2. Hohe Wart (4,68 km²) |

### Gemeinden des Landkreises vor der Gebietsreform 1971/78
Vor der Gebietsreform hatte der Landkreis Miltenberg 31 Gemeinden (siehe Liste unten). (Die Gemeinden, die es heute noch gibt, sind fett geschrieben):

Landkreis Miltenberg, Gemeindegrenzenkarte von 1961

| frühere Gemeinde     | heutige Gemeinde | heutiger Landkreis   |
| -------------------- | ---------------- | -------------------- |
| Amorbach             | Amorbach         | Landkreis Miltenberg |
| Beuchen (Amorbach)   | Amorbach         | Landkreis Miltenberg |
| Boxbrunn im Odenwald | Amorbach         | Landkreis Miltenberg |
| Breitendiel          | Miltenberg       | Landkreis Miltenberg |
| Bürgstadt            | Bürgstadt        | Landkreis Miltenberg |
| Eichenbühl           | Eichenbühl       | Landkreis Miltenberg |
| Fechenbach           | Collenberg       | Landkreis Miltenberg |
| Großheubach          | Großheubach      | Landkreis Miltenberg |
| Hambrunn             | Schneeberg       | Landkreis Miltenberg |
| Heppdiel             | Eichenbühl       | Landkreis Miltenberg |
| Kirchzell            | Kirchzell        | Landkreis Miltenberg |
| Kleinheubach         | Kleinheubach     | Landkreis Miltenberg |
| Laudenbach           | Laudenbach       | Landkreis Miltenberg |
| Mainbullau           | Miltenberg       | Landkreis Miltenberg |
| Miltenberg           | Miltenberg       | Landkreis Miltenberg |
| Neunkirchen          | Neunkirchen      | Landkreis Miltenberg |
| Ottorfszell          | Kirchzell        | Landkreis Miltenberg |
| Preunschen           | Kirchzell        | Landkreis Miltenberg |
| Reichartshausen      | Amorbach         | Landkreis Miltenberg |
| Reistenhausen        | Collenberg       | Landkreis Miltenberg |
| Richelbach           | Neunkirchen      | Landkreis Miltenberg |
| Riedern              | Eichenbühl       | Landkreis Miltenberg |
| Rüdenau              | Rüdenau          | Landkreis Miltenberg |
| Schippach            | Miltenberg       | Landkreis Miltenberg |
| Schneeberg           | Schneeberg       | Landkreis Miltenberg |
| Umpfenbach           | Neunkirchen      | Landkreis Miltenberg |
| Watterbach           | Kirchzell        | Landkreis Miltenberg |
| Weckbach             | Weilbach         | Landkreis Miltenberg |
| Weilbach             | Weilbach         | Landkreis Miltenberg |
| Wenschdorf           | Miltenberg       | Landkreis Miltenberg |
| Windischbuchen       | Eichenbühl       | Landkreis Miltenberg |

### Ehemalige Orte im Landkreis Miltenberg
In dem heutigen Kreisgebiet lag zwischen den heutigen Gemeinden Klingenberg (Ortsteil Röllfeld) und Großheubach mindestens in der Zeit zwischen dem Beginn des 14. Jahrhunderts und ca. 1630 die Siedlung Grubingen, die mit ihrer Kirche St. Michaelis der Kirchort für Klingenberg, Röllfeld und Schmachtenberg war. Die reiche Pfarrkirche verlor nach der Aufgabe des Ortes um 1630 immer mehr Einfluss an ihre Filialkirchen in Röllfeld und Klingenberg. Die Kirche wurde 1778 abgerissen, der Friedhof ist immer noch an der 1979 renovierten Umfassungsmauer zu erkennen. 1959 wurde die Ostmauer des Friedhofs nach Westen verschoben um Platz für die Staatsstraße 2309 zu machen.

## Schlösser und Burgen im Landkreis Miltenberg

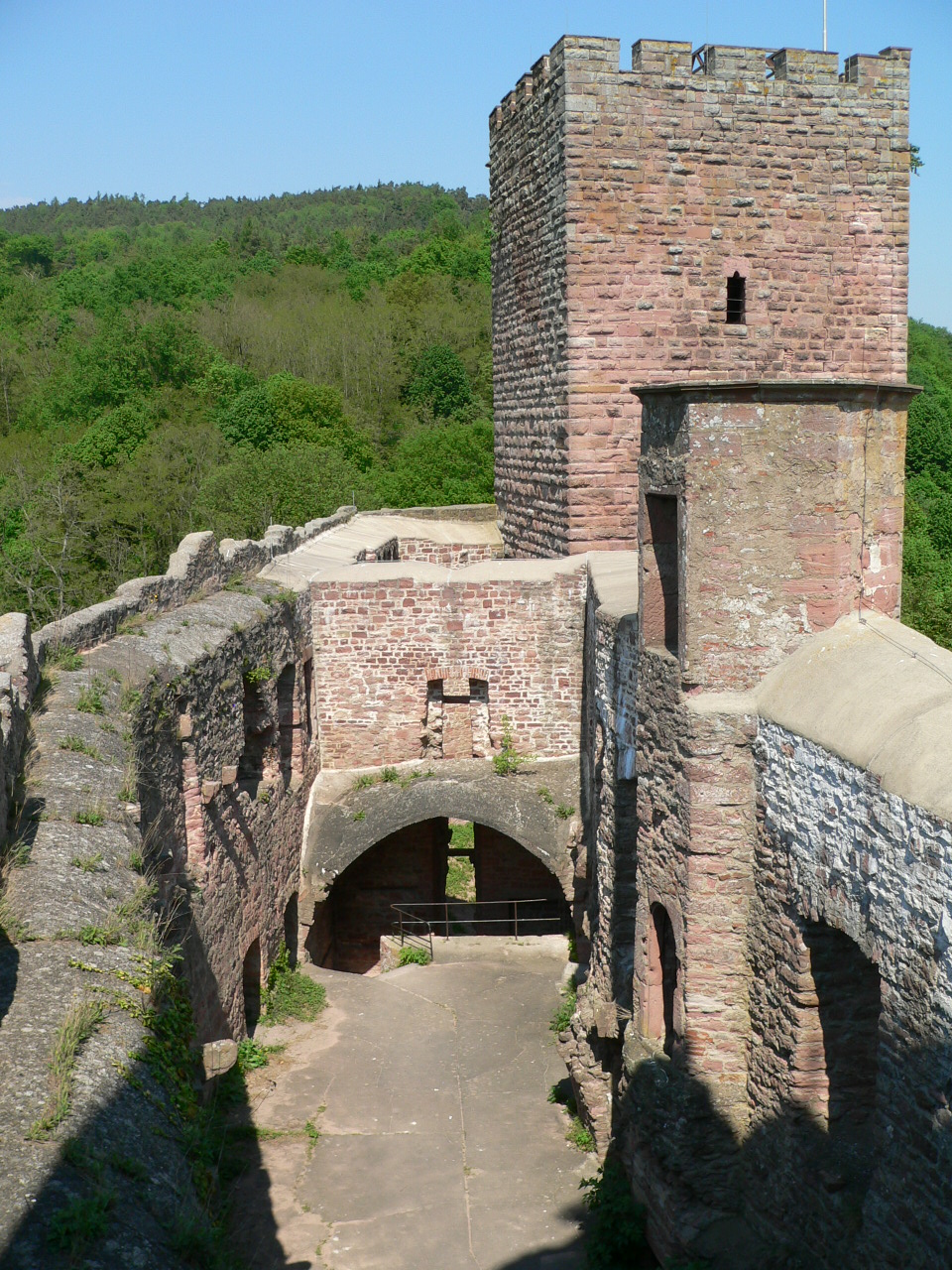
Henneburg

- Altes Schloss (Kleinwallstadt) (Waleburc), Kleinwallstadt
- Fürstlich-Leiningensches Palais Amorbach, Amorbach
- Templerhaus in Amorbach
- Ruine Bacheburg, Obernburg am Main-Eisenbach-Neustädterhof
- Ruine Clingenburg, Klingenberg am Main
- Ruine Kollenburg, Dorfprozelten
- Schloss Fechenbach, Collenberg
- Ruine Henneburg, Stadtprozelten
- Klingenberger Stadtschloss, Klingenberg am Main
- Schloss Laudenbach, Laudenbach
- Schloss Löwenstein, Kleinheubach
- Mildenburg, Miltenberg
- Wasserburg Riedern, Eichenbühl-Riedern
- Burgruine Wildenberg, Kirchzell
- Wasserschloss Sommerau, Sommerau (Eschau)
- Wasserschloss Oberaulenbach, Sommerau (Eschau)
- Burgruine Wildenstein, Eschau
- abgegangenes Schloss Wörth, Wörth am Main

## Schutzgebiete
Im Landkreis gibt es 11 Naturschutzgebiete, zwei Landschaftsschutzgebiete, neun FFH-Gebiete und 18 vom Bayerischen Landesamt für Umwelt ausgewiesene Geotope (Stand März 2016).
Siehe auch:
- Liste der Naturschutzgebiete im Landkreis Miltenberg
- Liste der Landschaftsschutzgebiete im Landkreis Miltenberg
- Liste der FFH-Gebiete im Landkreis Miltenberg
- Liste der Geotope im Landkreis Miltenberg

## Kfz-Kennzeichen
Am 1. Juli 1956 wurde dem Landkreis bei der Einführung der bis heute gültigen Kfz-Kennzeichen das Unterscheidungszeichen MIL zugewiesen. Es wird durchgängig bis heute ausgegeben. Seit dem 15. Januar 2018 wird aufgrund der Kennzeichenliberalisierung auch das bis zur Gebietsreform gültige Kfz-Kennzeichen OBB wieder ausgegeben.

## Kultur
Seit 1996 findet im Turnus von zwei Jahren der Internationale Chorwettbewerb des Landkreises Miltenberg am zweiten Juliwochenende im Elsenfelder Bürgerzentrum statt.
Jährlich findet der Kulturwochenherbst des Landkreises Miltenberg statt. Das traditionelle Eröffnungskonzert in der St.-Anna-Kirche in Sulzbach a.Main ist gleichzeitig Abschluss der Rhein Main Orgelkonzertreihe.
Großen Stellenwert hat die kulturelle Förderung von Kindern und Jugendlichen mit dem Kunstnetz des Landkreises Miltenberg. Das ganze Jahr über werden Workshops und Veranstaltungen angeboten.
Überregional bekannt sind die Kleinkunstbühnen Kochsmühle in Obernburg oder die Zehntscheuer in Amorbach, ebenso wie das Musiklokal Beavers, ursprünglich in Miltenberg, seit 2021 in Erlenbach am Main.